# Nososticta finisterrae
Nososticta finisterrae – gatunek ważki z rodziny pióronogowatych (Platycnemididae).